# ベルテ・ホーラ・ファン・ノーテン
ベルテ・ホーラ・ファン・ノーテン（Berthe Hoola Van Nooten 、結婚前の名は Bartha Philippine Hendrik van Dolder、1817年10月12日 - 1892年4月12日）は、オランダの植物画家である。1863年から1864年に出版された「ジャワ島の花と果実」（"Fleurs et Fruits Feuillages Choisis de l'Ile Java"）で知られる。

## 略歴
オランダのヴァーヘニンゲンに牧師の娘に生まれた。1938年にスリナムのパラマリボで働く裁判官の、ファン・ノーテン（Dirk Hoola van Nooten）と結婚した。植物愛好家で夫とオランダ国外の植物を採集し、標本をオランダの植物園に送った。1847年に夫とともに植物採集のためにジャワ島に渡るが、夫はそこで熱病で没した。生活のために植物画家の道を選んだ。40枚のジャワ島の植物の多色リトグラフ画の原画を描いた。出版は困難であったが、オランダ国王ウィレム3世の王妃、ゾフィー・フォン・ヴュルテンベルクの支援で出版された。バタヴィアで没した。

## ファン・ノーテンの植物画

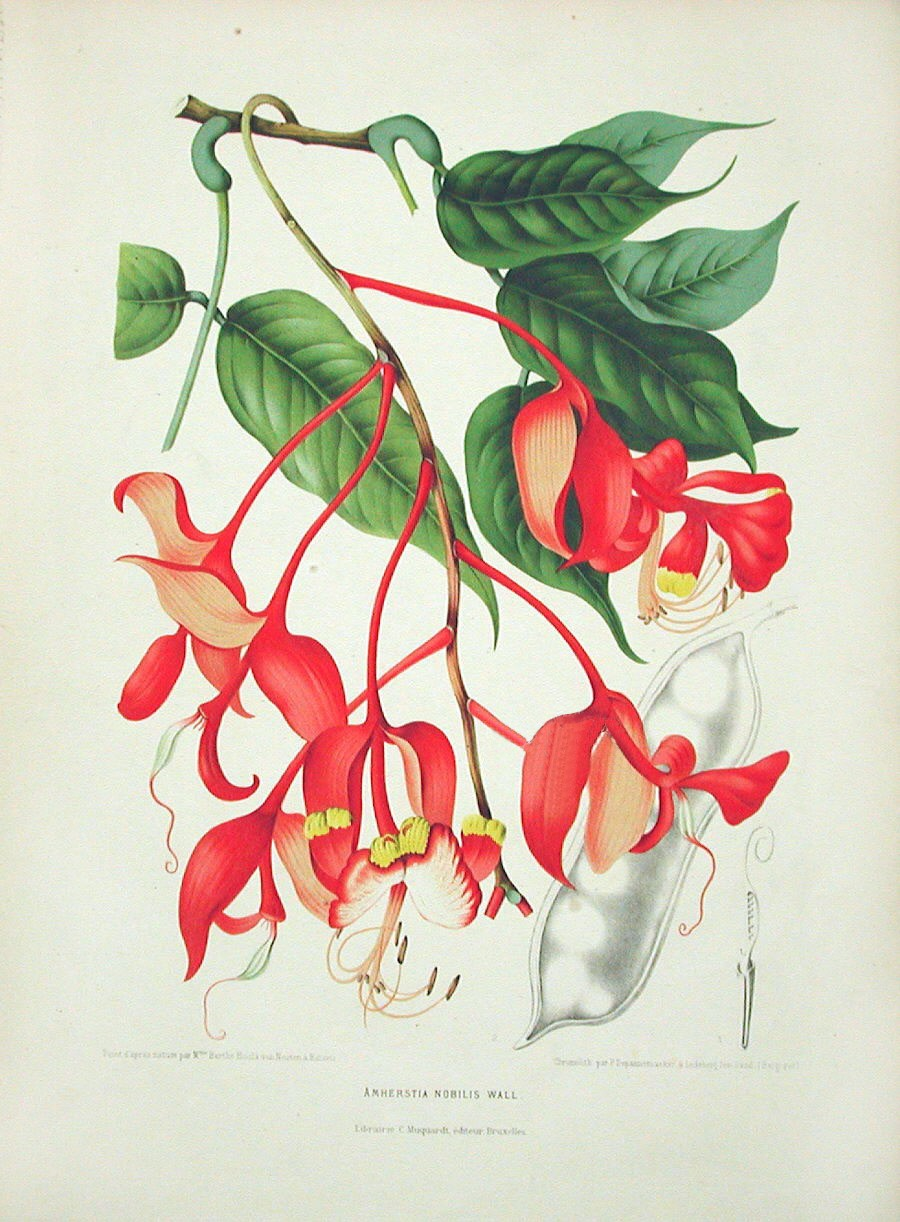
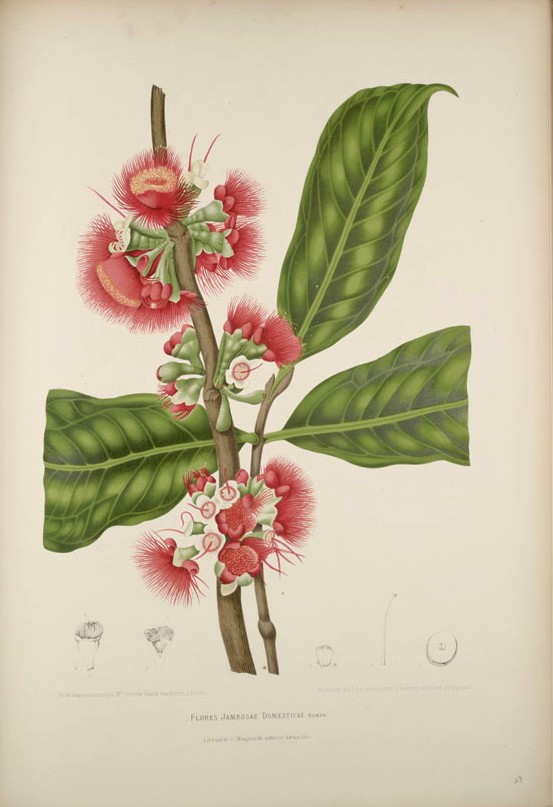
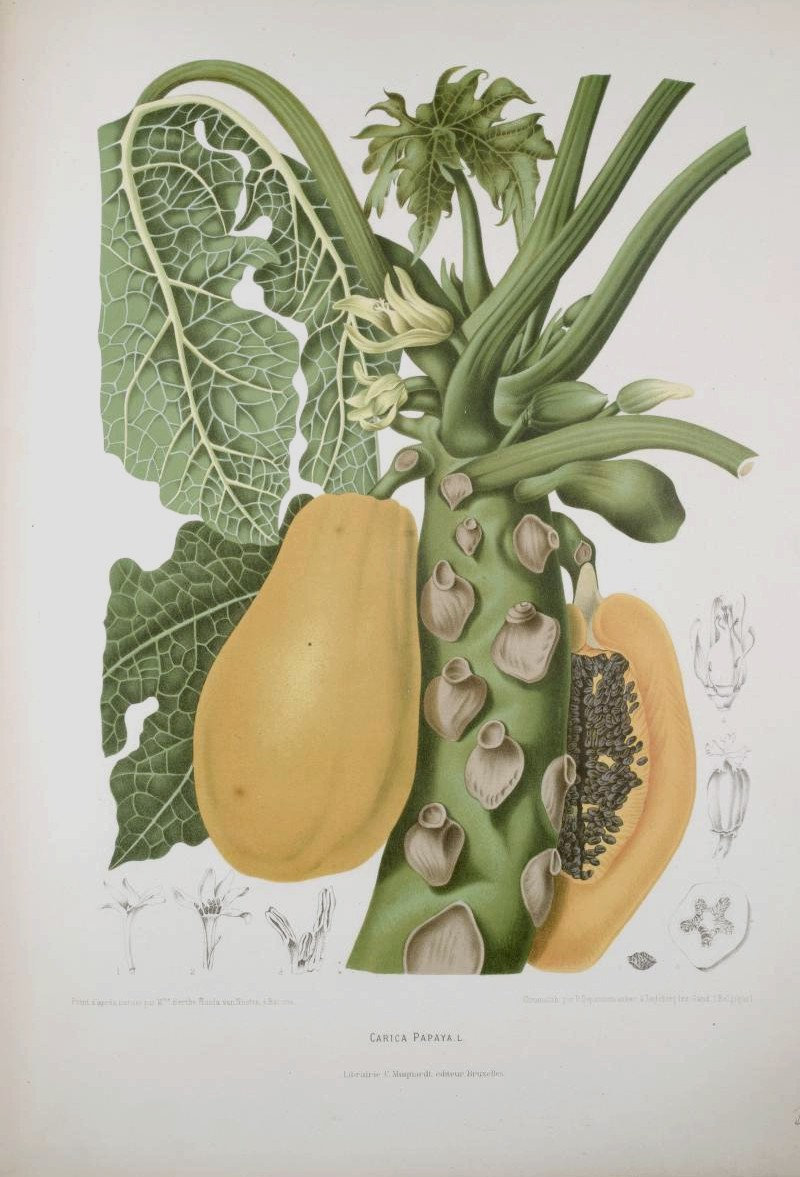
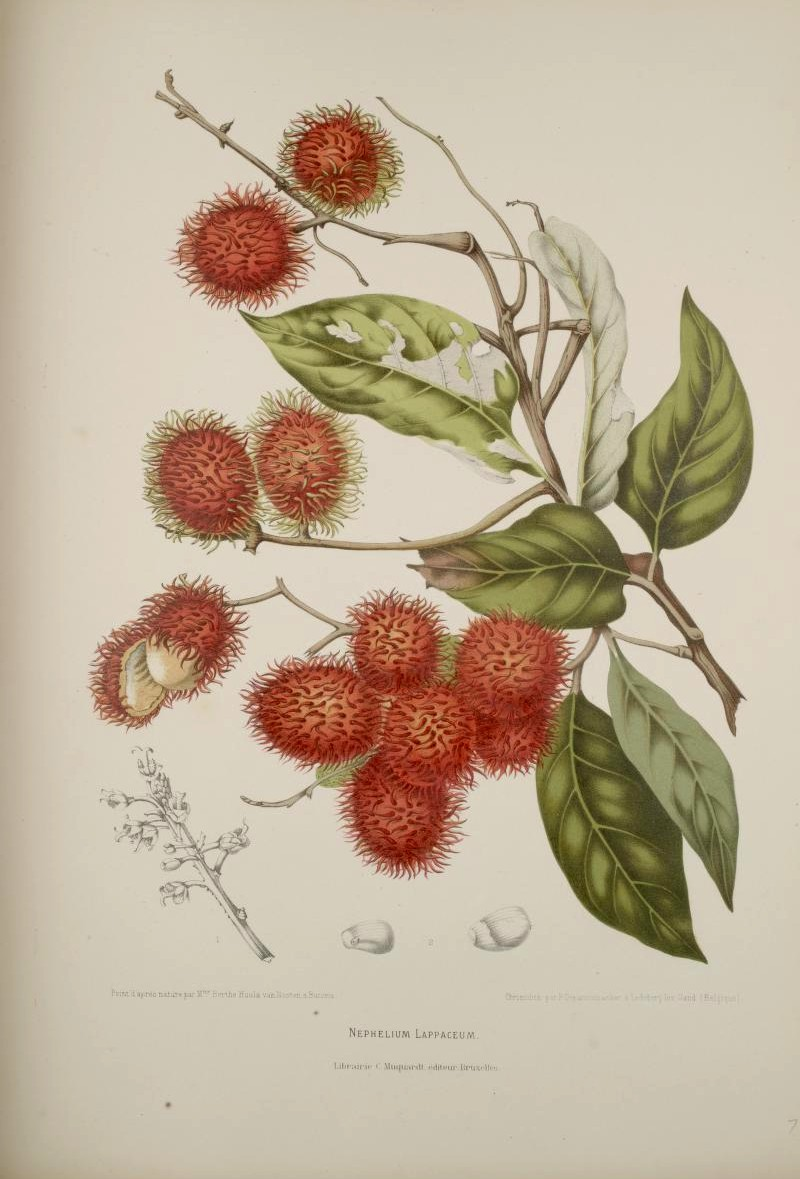